# Список глав Нигерии
Список глав Нигерии включает лиц, являвшихся главой государства Нигерия после обретения ею независимости в 1960 году, включая правившую королеву и представлявших её генерал-губернаторов (в монархический период), избранных президентов после провозглашения в 1963 году республики, а также руководителей военных администраций и лидеров существовавшего на территории Нигерии самопровозглашённого частично признанного государства Республики Биафра ().
В настоящее время главой государства и исполнительной власти Федерации и главнокомандующим Вооружёнными силами Федерации является избираемый прямым голосованием на четырёхлетний срок (с правом однократного переизбрания) Президент, главнокомандующий Вооружёнными силами Федеративной Республики Нигерия (англ. President, Commander-in-Chief of the Armed Forces of the Federal Republic of Nigeria), согласно конституции — Президент Федерации (англ. The President of the Federation), неофициально — Президент Нигерии (англ. President of Nigeria). В действующей конституции, принятой в 1999 году, посту президента посвящён параграф «A» части 1 главы VI.
Его полномочия включают в себя исполнение и правоприменение федеральных законов и ответственность за назначение федеральных должностных лиц исполнительной власти, дипломатических, регулирующих и судебных органов. Основываясь на положениях конституции, уполномочивающих президента назначать и принимать послов и заключать международные договоры, президент играет главную роль в проведении внешней политики. Также он наделён полномочиями подписывать федеральные законы или накладывать на них вето, что определяет его ведущую роль в федеральном законодательстве и выработке внутренней политики.
Применённая в первых столбцах таблиц нумерация является условной. Также условным является использование в первых столбцах цветовой заливки, служащей для упрощения восприятия принадлежности лиц к различным политическим силам без необходимости обращения к столбцу, отражающему партийную принадлежность. В столбце «Выборы» отражены состоявшиеся выборные процедуры либо иные основания получения главой государства полномочий. Для удобства список разделён на принятые в историографии периоды истории страны. Приведённые в преамбулах к каждому из разделов описания этих периодов призваны пояснить особенности политической жизни страны.

## Период монархии (1960—1963)
1 октября 1960 года британский протекторат Федерация Нигерия (англ. Federation of Nigeria) был провозглашён независимым государством. Его правящим монархом стала Елизавета II, которую представляли назначаемые ею генерал-губернаторы и главнокомандующие Федерации Нигерии (англ. Governor-General and Commander-in-Chief of the Federation of Nigeria), осуществлявшие большую часть полномочий монарха, служа его воле. Правовое положение монарха и генерал-губернатора было определено нормами, включёнными в Закон о независимости Нигерии.

Штандарт генерал-губернатора

По результатам организованного ООН 11 февраля 1961 года референдума Британский Камерун, в соответствии с резолюцией Генеральной ассамблеи ООН № 1608, принятой 21 апреля 1961 года, был разделён: его северная часть, населённая преимущественно мусульманским населением, 1 июня 1961 года была окончательно интегрирована в Нигерию.
Внутриполитический консенсус в Нигерии об установлении республиканской формы государственности был достигнут 1 октября 1963 года с вступлением в силу Закона о внесении изменений в конституцию Федеративной Республики Нигерии (англ. An Act to make provision for the Constitution of the Federal Republic of Nigeria).
Елизавета II дважды посещала Нигерию: впервые ещё до провозглашения независимости страны, с 28 января по 16 февраля 1956 года, и повторно в качестве Главы Содружества 3—6 декабря 2003 года, для участия во встрече глав правительств входящих в него государств.
| Портрет | Имя (годы жизни)                                                                                           | Полномочия     | Полномочия     | Титул | Династия                           | Пр.          |
| Портрет | Имя (годы жизни)                                                                                           | Начало         | Окончание      | Титул | Династия                           | Пр.          |
| ------- | --- | -------------- | -------------- | --- | ---------------------------------- | ------------ |
|         | Елизавета II (1926—2022) англ. Elizabeth II урожд. Элизабет Александра Мэри англ. Elizabeth Alexandra Mary | 1 октября 1960 | 1 октября 1963 | Её Величество Елизавета Вторая, королева Нигерии и других её королевств и территорий, Глава Содружества англ. Her Majesty Elizabeth the Second, Queen of Nigeria and of Her other Realms and Territories, Head of the Commonwealth | Дом Виндзор англ. House of Windsor | [ 9 ] [ 19 ] |

### Список генерал-губернаторов Нигерии
|        | Портрет | Имя (годы жизни) | Полномочия     | Полномочия     | Пр.                  |
| Начало | Портрет | Имя (годы жизни) | Окончание      |                | Пр.                  |
| ------ | ------- | --- | -------------- | -------------- | -------------------- |
| 1      |         | Сэр Джеймс Уилсон Робертсон (1899—1983) англ. James Wilson Robertson                                                                                        | 1 октября 1960 | 15 ноября 1960 | [ 10 ] [ 20 ]        |
| 2      |         | Ннамди Чуквуемека Азикиве (1904—1996) англ. Nnamdi Chukwuemeka Azikiwe урожд. Бенджамин Ннамди Чуквуемека Азикиве англ. Benjamin Nnamdi Chukwuemeka Azikiwe | 15 ноября 1960 | 1 октября 1963 | [ 21 ] [ 22 ] [ 23 ] |

## Первая республика (1963—1966)
Первая республика являлась системой правления в Нигерии, основанной на вступившем в силу 1 октября 1963 года Законе о внесении изменений в конституцию Федеративной Республики Нигерии (англ. An Act to make provision for the Constitution of the Federal Republic of Nigeria), установившем в рамках Вестминстерской системы федеративную парламентскую республику, с преобладающей ролью лидеров четырёх образующих федерацию областей (Северной, Западной, Восточной и Средне-Западной), занимающих посты региональных премьеров (англ. Premier), а также федерального премьер-министра (англ. Prime Minister); главой государства являлся президент и главнокомандующий Федеративной Республики Нигерия (англ. President and Commander-in-Chief of the Federal Republic of Nigeria).

Штандарт Н. Азикиве

Президентом был провозглашён являвшийся генерал-губернатором Федерации Ннамди Азикиве.
|        | Портрет | Имя (годы жизни) | Полномочия     | Полномочия     | Партия                             | Пр.                  |
| Начало | Портрет | Имя (годы жизни) | Окончание      |                | Партия                             | Пр.                  |
| ------ | ------- | --- | -------------- | -------------- | ---------------------------------- | -------------------- |
| 1      |         | Ннамди Чуквуемека Азикиве (1904—1996) англ. Nnamdi Chukwuemeka Azikiwe урожд. Бенджамин Ннамди Чуквуемека Азикиве англ. Benjamin Nnamdi Chukwuemeka Azikiwe | 1 октября 1963 | 16 января 1966 | Национальный совет граждан Нигерии | [ 21 ] [ 22 ] [ 23 ] |

## Военное правление (1966—1979)
Причиной первого военного переворота в нигерийской истории стал вспыхнувший 15 января 1966 года мятеж офицеров во главе с подполковником Чуквумой Кадуной Нзеогву, в ходе которого погибли многие высокопоставленные деятели страны. После его подавления командующий нигерийской армией генерал-майор Джонсон Агийи-Иронси был приведён к присяге в качестве Главы Федерального военного правительства (англ. Head of the Federal Military Government) от имени созданного Высшего военного совета. Предприняв попытку объединения страны в унитарное государство, он встретил сопротивление региональных (главным образом, северных мусульманских) элит и был убит 29 июля 1966 года в ходе контр-переворота, совершённого группой офицеров-северян под руководством подполковника Мурталы Мухаммеда, которые 1 августа передали власть начальнику штаба подполковнику Якубу Говону, вскоре отменившему унитаристские акты, но вынужденному отстаивать единство федерации в ходе гражданской войны с объявившей о сецессии Восточной областью, провозгласившей 30 мая 1967 года независимость Республики Биафра (англ. Republic of Biafra) (); военные действия велись с 6 июля 1967 года до капитуляции сепаратистов 15 января 1970 года. С 24 мая по 1 сентября 1966 года официальным названием страны было Республика Нигерия, отражая стремление Джонсона Агийи-Иронси создать унитарное государство, после чего с восстановлением Якубу Говоном федерации — возвращено наименование Федеративная Республика Нигерия. Одновременно менялось и название военного правительства: с Федерального на Национальное и обратно.
29 июля 1975 года, во время пребывания Якубу Говона на саммите ОАЕ в Кампале (Уганда), он был отрешён от власти группой старших офицеров, провозгласивших Главой Федерального военного правительства бригадира Мурталу Мохаммеда, а его заместителем — бригадира Олусегуна Обасанджо. После гибели Мурталу Мохаммеда при попытке нового переворота к присяге был приведён Обасанджо, созданный им учредительный редакционный комитет для разработки конституции опубликовал в октябре 1976 года её проект, предусматривающий отказ от вестминстерской парламентской системы в пользу президентской республики. Созванная в октябре 1977 года Конституционная ассамблея работала в течение года; в сентябре 1978 года Высший военный совет обнародовал новую Конституцию и снял запрет на деятельность политических партий. На состоявшихся 11 августа 1979 года президентских выборах победил кандидат Национальной партии Шеху Шагари, инаугурация которого состоялась 1 октября.
|           | Портрет         | Имя (годы жизни) | Полномочия      | Полномочия | Наименование поста | Пр.                  |
| Начало    | Портрет         | Имя (годы жизни) | Окончание       | | Наименование поста | Пр.                  |
| --------- | --------------- | --- | --------------- | --- | --- | -------------------- |
| 2 (I—II)  |                 | генерал-майор Джонсон Томас Умуннакве Агийи-Иронси (1924—1966) англ. Johnson Thomas Umunnakwe Aguiyi-Ironsi урожд. Томас Умуннакве Агийи-Иронси англ. Thomas Umunnakwe Aguiyi-Ironsi | 16 января 1966  | 24 мая 1966 | Глава Федерального военного правительства, верховный командующий Вооружёнными силами англ. Head of the Federal Military Government, Supreme Commander of the Armed Forces | [ 38 ] [ 39 ] [ 40 ] |
| 2 (I—II)  | 24 мая 1966     | генерал-майор Джонсон Томас Умуннакве Агийи-Иронси (1924—1966) англ. Johnson Thomas Umunnakwe Aguiyi-Ironsi урожд. Томас Умуннакве Агийи-Иронси англ. Thomas Umunnakwe Aguiyi-Ironsi | 29 июля 1966    | Глава Национального военного правительства, верховный командующий Вооружёнными силами англ. Head of the National Military Government, Supreme Commander of the Armed Forces | | [ 38 ] [ 39 ] [ 40 ] |
| 3 (I—III) |                 | генерал Якубу Дан-Юмма Говон (1934—) англ. Yakubu Dan-Yumma Gowon | 1 августа 1966  | Глава Национального военного правительства, верховный командующий Вооружёнными силами англ. Head of the National Military Government, Supreme Commander of the Armed Forces | 1 сентября 1966 | [ 41 ] [ 42 ] [ 43 ] |
| 3 (I—III) | 1 сентября 1966 | генерал Якубу Дан-Юмма Говон (1934—) англ. Yakubu Dan-Yumma Gowon | 17 марта 1967   | Глава Федерального военного правительства, верховный командующий Вооружёнными силами англ. Head of the Federal Military Government, Supreme Commander of the Armed Forces   | | [ 41 ] [ 42 ] [ 43 ] |
| 3 (I—III) | 17 марта 1967   | генерал Якубу Дан-Юмма Говон (1934—) англ. Yakubu Dan-Yumma Gowon | 29 июля 1975    | Глава Федерального военного правительства, Главнокомандующий Вооружёнными силами англ. Head of the Federal Military Government, Commander-in-Chief of the Armed Forces      | | [ 41 ] [ 42 ] [ 43 ] |
| 4         |                 | бригадир Муртала Рамат Мохаммед (1938—1976) англ. Murtala Ramat Mohammed | 29 июля 1975    | 13 февраля 1976 | Глава Федерального военного правительства, Верховный командующий Вооружёнными силами англ. Head of the Federal Military Government, Supreme Commander of the Armed Forces | [ 44 ] [ 45 ] [ 46 ] |
| 5 (I)     |                 | генерал Мэтью Фаджинми Окикиолакан Арему Олусегун Обасанджо (1937—) англ. Matthew Fajinmi Okikiolakan Aremu Olusegun Obasanjo                                                        | 13 февраля 1976 | 1 октября 1979 | Глава Федерального военного правительства, Верховный командующий Вооружёнными силами англ. Head of the Federal Military Government, Supreme Commander of the Armed Forces | [ 47 ] [ 48 ] [ 49 ] |

### Республика Биафра (1967—1970)
Респу́блика Биа́фра (англ. Republic of Biafra) — самопровозглашённое частично признанное государство в юго-восточной части Нигерии (бывшая Восточная область), существовавшее с 30 мая 1967 года (дата провозглашения независимости) до 15 января 1970 года (дата официальной капитуляции). Оно не было признано ООН, но получило признание пяти государств и поддержку многих других. Его лидером стал бывший губернатор Восточной области Чуквемека Одумегву-Оджукву, организовавший вооружённое сопротивление силам, направленным Главой Федерального военного правительства Якубу Говоном. После разгрома Одумегву-Оджукву бежал 8 января 1970 года в Кот-д’Ивуар, где получил убежище, 12 января было объявлено о реинтеграции территории в состав Нигерии, 15 января — подписана капитуляция Биафры.
Курсивом и серым цветом выделены даты начала и окончания полномочий заместителя Чуквемеки Одумегву-Оджукву, исполняющего его обязанности после получения им убежища в Кот-д’Ивуаре.
|        | Портрет | Имя (годы жизни)                                                                 | Полномочия    | Полномочия     | Наименование поста | Пр.                  |
| Начало | Портрет | Имя (годы жизни)                                                                 | Окончание     |                | Наименование поста | Пр.                  |
| ------ | ------- | -------------------------------------------------------------------------------- | ------------- | -------------- | --- | -------------------- |
| А      |         | генерал Чуквемека Одумегву-Оджукву (1933—2011) англ. Chukwuemeka Odumegwu Ojukwu | 30 мая 1967   | 15 января 1970 | Глава государства и Военный губернатор Республики Биафра англ. Head of State and Military Governor of the Republic of Biafra | [ 53 ] [ 54 ] [ 55 ] |
| и. о.  |         | генерал Филип Эффионг (1925—2003) англ. Philip Effiong                           | 8 января 1970 | 15 января 1970 | Глава государства и Военный губернатор Республики Биафра англ. Head of State and Military Governor of the Republic of Biafra | [ 56 ] [ 57 ] [ 58 ] |

## Вторая республика (1979—1983)
Вторая республика была кратковременной формой государственного устройства Нигерии, сменившей военные правительства, формировавшиеся после свержения первой республики.
Созданный Главой Федерального военного правительства Олусегуном Обасанджо учредительный редакционный комитет для разработки конституции опубликовал в октябре 1976 года её проект, предусматривающий отказ от вестминстерской парламентской системы в пользу президентской республики. Созванная в октябре 1977 года Конституционная ассамблея работала в течение года; в сентябре 1978 года Высший военный совет обнародовал новую Конституцию и снял запрет на деятельность политических партий. На состоявшихся 11 августа 1979 года президентских выборах победил кандидат Национальной партии Шеху Шагари, инаугурация которого состоялась 1 октября.
Результаты состоявшихся в августе 1983 года президентские и парламентские выборов, на которых было объявлено о победе Шеху Шагари и его Национальной партии, были оспорены по причине выявленных фальсификаций. 31 декабря 1983 года военные свергли гражданское правительство, сославшись в качестве причин на обвинения в фальсификации выборов, коррупции и административной некомпетентности. Президент Шагари был помещен под домашний арест, а несколько членов его кабинета — заключены в тюрьму либо сосланы.
|        | Портрет | Имя (годы жизни)                                                         | Полномочия     | Полномочия      | Партия                      | Выборы | Кабинет | Пр.                  |
| Начало | Портрет | Имя (годы жизни)                                                         | Окончание      |                 | Партия                      | Выборы | Кабинет | Пр.                  |
| ------ | ------- | ------------------------------------------------------------------------ | -------------- | --------------- | --------------------------- | ------ | ------- | -------------------- |
| 6      |         | хаджи Шеху Усман Алию Шагари (1925—2018) англ. Shehu Usman Aliyu Shagari | 1 октября 1979 | 31 декабря 1983 | Национальная партия Нигерии | 1979   | Шагари  | [ 62 ] [ 63 ] [ 64 ] |
| 6      | 1983    | хаджи Шеху Усман Алию Шагари (1925—2018) англ. Shehu Usman Aliyu Shagari | 1 октября 1979 | 31 декабря 1983 | Национальная партия Нигерии |        | Шагари  | [ 62 ] [ 63 ] [ 64 ] |

## Военное правление (1983—1993)
31 декабря 1983 года военные гражданское правительство Второй республики было свергнуто офицерами, создавшими Высший военный совет и провозгласившими главой государства генерал-майора Мухаммаду Бухари. 27 августа 1985 года возглавляемая начальником штаба армии генерал-майором Ибрагимом Бабангидой свергла правительство Бухари и создало новый Правящий совет Вооружённых сил, провозгласив лидера президентом страны.
12 июня 1993 года в рамках реализуемого с 1989 года плана перехода к гражданскому правлению были проведены президентские выборы, однако Ибрагим Бабангида отказался признать их результаты. Вскоре он был отстранён решением Правящего совета Вооружённых сил, передавшего власть гражданскому Временному национальному правительству во главе с Эрнестом Шонеканом
|        | Портрет | Имя (годы жизни)                                                                  | Полномочия      | Полномочия      | Наименование поста | Пр.                  |
| Начало | Портрет | Имя (годы жизни)                                                                  | Окончание       |                 | Наименование поста | Пр.                  |
| ------ | ------- | --------------------------------------------------------------------------------- | --------------- | --------------- | --- | -------------------- |
| 7 (I)  |         | генерал-майор Мухаммаду Бухари (1942—2025) англ. Muhammadu Buhari                 | 31 декабря 1983 | 27 августа 1985 | Гглава Федерального военного правительства, главнокомандующий Вооружёнными силами англ. Head of the Federal Military Government, Commander-in-Chief of the Armed Forces     | [ 70 ] [ 71 ] [ 72 ] |
| 8      |         | генерал-майор Ибрагим Бадамаси Бабангида (1941—) англ. Ibrahim Badamasi Babangida | 27 августа 1985 | 26 августа 1993 | Президент, главнокомандующий Вооружёнными силами Федеративной Республики Нигерии англ. President, Commander-in-Chief of the Armed Forces of the Federal Republic of Nigeria | [ 73 ] [ 74 ] [ 75 ] |

## Временное национальное правительство (Третья республика, 1993)
Конституция Третьей республики была разработана в 1989 году в рамках реализуемого Правящим советом Вооружённых сил плана перехода к гражданскому правлению. Весной 1989 года был снят запрет на политическую деятельность, губернаторские выборы и выборы в законодательные органы штатов проведены в декабре 1991 года. Избранные гражданские губернаторы вступили в должность в январе 1992 года. 12 июня 1993 года были проведены президентские выборы, однако назначенный военными президент Ибрагим Бабангида отказался признать их результаты. Вскоре он был отстранён решением Правящего совета Вооружённых сил, передавшего власть гражданскому Временному национальному правительству во главе с Эрнестом Шонеканом. 17 ноября 1993 года Шонекан был отрешён от власти вице-президентом его правительства генерал-лейтенантом Сани Абачей.
|        | Портрет | Имя (годы жизни)                                                                       | Полномочия       | Полномочия     | Партия      | Выборы       | Наименование поста                                                                         | Пр.                  |
| Начало | Портрет | Имя (годы жизни)                                                                       | Окончание        |                | Партия      | Выборы       | Наименование поста                                                                         | Пр.                  |
| ------ | ------- | -------------------------------------------------------------------------------------- | ---------------- | -------------- | ----------- | ------------ | ------------------------------------------------------------------------------------------ | -------------------- |
| 9      |         | Эрнест Адегунле Оладейнде Шонекан (1936—2022) англ. Ernest Adegunle Oladeinde Shonekan | 26 сентября 1993 | 17 ноября 1993 | независимый | [ комм. 35 ] | глава Временного национального правительства англ. Head of the Interim National Government | [ 77 ] [ 78 ] [ 79 ] |

## Военное правление (1993—1999)
17 ноября 1993 года вице-президент Временного национального правительства генерал-лейтенант Сани Абача отстранил от власти его главу Эрнеста Шонекана. После его кончины 8 июня 1998 года власть перешла к генералу Абдусаламу Абубакару, который сразу после вступления на пост пообещал провести выборы в течение года и передать власть избранному президенту. Учреждённая им Независимая национальная избирательная комиссия провела серию выборов в органы местного самоуправления, в Собрания штатов и губернаторов, Национальной ассамблеи и, наконец, президента (27 февраля 1999 года), победу на которых одержал Олусегун Обасанджо, являвшийся главой военного режима в 1976—1979 годах.
|        | Портрет | Имя (годы жизни)                                              | Полномочия     | Полномочия  | Наименование поста | Пр.                  |
| Начало | Портрет | Имя (годы жизни)                                              | Окончание      |             | Наименование поста | Пр.                  |
| ------ | ------- | ------------------------------------------------------------- | -------------- | ----------- | --- | -------------------- |
| 10     |         | генерал-лейтенант Сани Абача (1943—1998) англ. Sani Abacha    | 17 ноября 1993 | 8 июня 1998 | Глава государства, главнокомандующий Вооружёнными силами англ. Head of State and Commander-in-Chief of the Armed Forces | [ 85 ] [ 86 ] [ 87 ] |
| 11     |         | генерал Абдусалам Абубакар (1942—) англ. Abdulsalami Abubakar | 8 июня 1998    | 29 мая 1999 | Глава государства, главнокомандующий Вооружёнными силами англ. Head of State and Commander-in-Chief of the Armed Forces | [ 88 ] [ 89 ] [ 90 ] |

## Четвёртая республика (с 1999)
Четвёртая республика является существующим в настоящее время политическим режимом федеративной президентской республики, основанном на Конституции, вступившей в силу 29 мая 1999 года. Главой государства и исполнительной власти и главнокомандующим Вооружёнными силами Федерации является избираемый прямым голосованием на четырёхлетний срок (с правом однократного переизбрания) Президент, главнокомандующий Вооружёнными силами Федеративной Республики Нигерия (англ. President, Commander-in-Chief of the Armed Forces of the Federal Republic of Nigeria). Несмотря на отмечаемые исследователями недостатки электоральной практики, выборы играют центральную роль в достижении стратегического консенсуса между преимущественно мусульманским севером и преимущественно христианским югом страны, имеющей сложную этнографическую карту.
Курсивом и серым цветом показаны даты начала и окончания исполнения президентских полномочий вице-президентом Гудлаком Джонатаном, замещающего ограниченно дееспособного в связи с болезнью Умару Яр-Адуа.
|            | Портрет     | Имя (годы жизни) | Полномочия     | Полномочия   | Партия                          | Выборы          | Кабинет          | Пр.                           |
| Начало     | Портрет     | Имя (годы жизни) | Окончание      |              | Партия                          | Выборы          | Кабинет          | Пр.                           |
| ---------- | ----------- | --- | -------------- | ------------ | ------------------------------- | --------------- | ---------------- | ----------------------------- |
| 5 (II—III) |             | Мэтью Фаджинми Окикиолакан Арему Олусегун Обасанджо (1937—) англ. Matthew Fajinmi Okikiolakan Aremu Olusegun Obasanjo | 29 мая 1999    | 29 мая 2003  | Народно-демократическая партия  | 1999            | Обасанджо (I—II) | [ 47 ] [ 48 ] [ 49 ] [ 93 ]   |
| 5 (II—III) | 29 мая 2003 | Мэтью Фаджинми Окикиолакан Арему Олусегун Обасанджо (1937—) англ. Matthew Fajinmi Okikiolakan Aremu Olusegun Obasanjo | 29 мая 2007    | 2003         | Народно-демократическая партия  |                 | Обасанджо (I—II) | [ 47 ] [ 48 ] [ 49 ] [ 93 ]   |
| 12         |             | хаджи Умару Муса Яр-Адуа (1951—2010) англ. Umaru Musa Yar'Adua                                                        | 29 мая 2007    | 5 мая 2010   | Народно-демократическая партия  | 2007            | Яр-Адуа          | [ 94 ] [ 95 ] [ 96 ] [ 97 ]   |
| и. о.      |             | Гудлак Эбеле Азикиве Джонатан (1957—) англ. Goodluck Ebele Azikiwe Jonathan                                           | 9 февраля 2010 | 5 мая 2010   | Народно-демократическая партия  | [ комм. 42 ]    | Яр-Адуа          | [ 98 ] [ 99 ] [ 100 ] [ 101 ] |
| 13 (I—II)  | 5 мая 2010  | Гудлак Эбеле Азикиве Джонатан (1957—) англ. Goodluck Ebele Azikiwe Jonathan                                           | 29 мая 2011    | [ комм. 43 ] | Народно-демократическая партия  | Джонатан (I—II) |                  | [ 98 ] [ 99 ] [ 100 ] [ 101 ] |
| 13 (I—II)  | 29 мая 2011 | Гудлак Эбеле Азикиве Джонатан (1957—) англ. Goodluck Ebele Azikiwe Jonathan                                           | 29 мая 2015    | 2011         | Народно-демократическая партия  | Джонатан (I—II) |                  | [ 98 ] [ 99 ] [ 100 ] [ 101 ] |
| 7 (II—III) |             | Мухаммаду Бухари (1942—2025) англ. Muhammadu Buhari                                                                   | 29 мая 2015    | 29 мая 2019  | Всеобщий прогрессивный конгресс | 2015            | Бухари (I)       | [ 70 ] [ 71 ] [ 72 ] [ 102 ]  |
| 7 (II—III) | 29 мая 2019 | Мухаммаду Бухари (1942—2025) англ. Muhammadu Buhari                                                                   | 29 мая 2023    | 2019         | Всеобщий прогрессивный конгресс | Бухари (II)     |                  | [ 70 ] [ 71 ] [ 72 ] [ 102 ]  |
| 14         |             | Бола Ахмед Адекунле Тинубу (1952—) англ. Bola Ahmed Adekunle Tinubu                                                   | 29 мая 2023    | действующий  | Всеобщий прогрессивный конгресс | 2023            | Тинубу           | [ 103 ] [ 104 ] [ 105 ]       |